# Frau Rettich, die Czerni und ich (Film)
Frau Rettich, die Czerni und ich ist eine deutsche Filmkomödie aus dem Jahr 1998 mit einer Reihe bekannter deutscher Schauspieler. Der Film basiert auf der gleichnamigen Erzählung von Simone Borowiak.

## Handlung
Die Ich-Erzählerin des Films, Sophie, nebenbei heimlich verknallt in den gutaussehenden Buchhändler Bakunin, fährt mit ihrer schwangeren Chefin Frau Rettich und ihrer verachteten, in der Gewerkschaft aktiven Kollegin Czerni mit dem Auto nach Spanien. Dort möchte Frau Rettich ihren spanischen Freund heiraten, den sie nur „Pupsi“ nennt. Unbemerkt folgt ihnen Czernis erratischer Verlobter, der bei Sophie nur „der Bart“ heißt, und der sich unterwegs mit Bakunin zusammentut. Dieser hatte sich zuvor im Zorn ziellos von seiner Partnerin getrennt, was wiederum Sophie nicht weiß.
In Spanien beginnt die Czerni eine Affäre mit einem, wie sich herausstellt, verheirateten Spanier und bekommt Ärger mit dem überraschend auftauchenden Bart. Rettich erscheint pünktlich zu „Pupsis“ Hochzeit, doch der ist im Begriff, eine andere zu heiraten. Schäumend lässt sie Pupsi buchstäblich ins Wasser fallen. Weitere Verwicklungen folgen, bis kräftig gefeiert wird, und Sophie und Bakunin ein Pärchen sind. Am Ende sitzen die drei Frauen wieder in Deutschland und sind schwanger. Sie bringen später Kinder zur Welt: Sophie von Bakunin, Frau Rettich ohne Mann, aber dafür am Heiligen Abend, und bei Frau Czerni und Bart werden es Zwillinge.

## Kritiken
Dem Film gelinge es nicht unbedingt, die Qualität der Buchvorlage von Borowiak umzusetzen, schreibt Ponkie am 14. Mai 1998 in der Abendzeitung: „Die Scherze verpuffen, samt Dirk Bach und Badesalz, im Paarungsgestolper des Reiseprospektkinos – obwohl man von der literarischen Ausgangslage mehr Skurrilwitz erwarten konnte.“
Trotzdem sei dem Team eine deutsche Urlaubskomödie gelungen, schreibt TV Movie in ihrer Oktoberausgabe im selben Jahr: „Markus Imbodens flott erzählte Komödie erstaunt vielmehr durch die erfrischende Leichtigkeit, mit der sie ihr einziges Ziel verfolgt: zu unterhalten. Mag der eine oder andere die satirischen Spitzen des Romans vermissen, so bietet auch der Film genügend Gelegenheit, sich prächtig zu amüsieren.“

## Auszeichnungen
Der Film wurde 1998 in der Kategorie Bester Film von der Deutschen Filmakademie für den Deutschen Filmpreis nominiert.

## Buchvorlage und Literatur
Der Film basiert auf dem gleichnamigen satirischen Roman von Simone Borowiak von 1992. Die Autorin war damals Redakteurin bei der Titanic.
Von Borowiak ist außerdem ein Buch über die Dreharbeiten mit Fotos von Hans Kantereit erschienen. Es wurde unter dem Titel Erste Zeile, letzte Klappe – Aus der wundersamen Welt des Films 1998 vom Eichborn Verlag in Frankfurt am Main veröffentlicht.